# 終極獵殺
，是1994年的警匪三級片，由呂良偉、徐若瑄、單立文、秦沛、盧淑芳、太保、谷峰、樓學賢主演。  
此片是徐若瑄第一部三級片, 她在片中作全裸三點不露演出（盧淑芳在片中亦有半裸演出）; 此片也是徐若瑄三級片中最高香港票房的一部。

## 角色及演員
| 角色   | 演員   | 備註                                  |
| ------ | ------ | ------------------------------------- |
| 朱志傑 | 呂良偉 | 表面上是黑幫分子,實為警察臥底         |
| 抽筋   | 單立文 | 香港黑幫分子、 朱志傑的青梅竹馬朋友。 |
| 小紅   | 徐若瑄 | 抽筋的女兒、阿康的女友                |
| 雷哥   | 秦沛   | 香港黑幫大佬、抽筋和小梅的哥哥。      |
| 小梅   | 盧淑芳 | 雷哥和抽筋的妹妹、朱志傑的女友。      |
| 大雄   | 太 保  | 香港黑幫分子、朱志傑的青梅竹馬朋友    |
| 阿康   | 樓學賢 | 抽筋手下、小紅的男友、實為警察臥底    |
| 二爺   | 谷峰   | 黑幫大佬、雷哥的生意拍檔              |

## 外部連結
- 香港影庫上《終極獵殺》的資料（繁體中文）
- 互联网电影数据库（IMDb）上《終極獵殺》的资料（英文）